# Sanctuaire Notre-Dame de Mont-Roland
Le sanctuaire Notre-Dame de Mont-Roland est un haut-lieu de pèlerinage marial remontant au XIe siècle, situé sur la colline dite « Mont-Roland », à Jouhe dans le département du Jura.

## Localisation
Le sanctuaire se situe sur un des chemins de Compostelle, dans le nord du département du Jura, en région Bourgogne-Franche-Comté. Il s'élève à 343 m d'altitude, sur la colline du Mont-Roland, située au sud de la commune de Jouhe. De cette position, à 5 km au nord de Dole, la ville la plus peuplée du département, il domine le massif jurassien, à l'est, et les plaines de Saône, au nord et à l'ouest.
Il est accessible par la route, via Jouhe ou Monnières, les autoroutes A36 (Ladoix-Serrigny - Allemagne) et A39 (Dijon-Est - Bourg-en-Bresse), via l'échangeur de Dole-Choisey ou celui de Dole-Authume, par le rail, via la gare de Dole-Ville (5 km), ainsi que par les airs, via l'aéroport de Dole-Jura (10 km).

## Histoire
Selon la légende, constituée dès le Moyen Âge, une première chapelle, placée sous le vocable de Notre-Dame, aurait été fondée à cet emplacement, au IVe siècle, par saint Martin. Lui auraient succédé, au VIIIe siècle, une deuxième chapelle et un monastère, érigés à l'initiative de Roland « le Preux », neveu de Charlemagne, duquel le Mont tiendrait son nom,.
Au-delà de la légende, le sanctuaire de Mont-Roland est attesté, dès 1089, dans une bulle du pape Urbain II. Il dépend alors du prieuré voisin de Jouhe, relevant lui-même de l'abbaye Saint-Pierre de Baume-les-Messieurs. Pillé au milieu du XIVe siècle, par les Écorcheurs, il est reconstruit par deux puissants seigneurs, Jean de Vienne et Guy de Pontailler, et la chapelle devient une église.
En 1439–1440, le chœur de l'église est reconstruit, et le sanctuaire est géré par une importante confrérie.
Au siècle suivant, des Jésuites, puis des bénédictins s'y établissent.
Lors de la guerre de Dix Ans (1634–1644), tandis que la Franche-Comté est sous la souveraineté de Philippe IV, roi d'Espagne et des Indes, les troupes de Gustave Adolphe, roi de Suède, alliées à celles de Louis XIII, roi de France, menées par le Prince de Condé, font siège devant Dole, en 1636, et vandalisent l'église de Mont-Roland.
La statue byzantine médiévale, en bois de chêne, de la Vierge Marie en majesté est foulée, mais sauvée de justesse par le Prince de Condé, qui la fait porter chez les capucins, à une dizaine de kilomètres, à Auxonne, ville voisine alors au royaume de France,.
De retour en 1644, les bénédictins font rétablir, à la hâte, l'église, mais doivent attendre 1649, et l'intervention de princes espagnols et de Louis XIV, roi de France, pour recouvrer la statue. Il s'ensuit de cet épisode plusieurs miracles, dont cinq sont reconnus par l'Église catholique,.
De 1717 à 1721, le sanctuaire fut reconstruit par Jean Ragozzi, entrepreneur italien originaire de Rima diocèse de Novare, selon les plans de dom Vincent Duchêne, bénédictin en l'abbaye Saint-Vincent de Besançon. L'église, bien que plus harmonieuse, fut imparfaitement achevée aux environs de 1721. Les bénédictins en seront chassés à la Révolution, et l'édifice vendu comme bien national. Les pierres seront vendues comme matériau de construction et la statue de Notre-Dame transférée dans l'église paroissiale Saint-Pierre de Jouhe, où elle se trouve toujours.
Habitant de Jouhe, Monsieur Justin Anatoile Chavelet ( 1800 - 1890 ) juge de paix du canton de Gendrey reprend en 1829 les ruines du sanctuaire et reconstruit la conciergerie afin d'arrêter les pillages à la suite de la révolution. Il vend le sanctuaire en 1843 aux Jésuites afin que le sanctuaire retrouve sa vocation religieuse.Le sanctuaire renaît en 1843, par son rachat par les Jésuites, qui font édifier, de 1851 à 1870, par Alfred Ducat, l'église actuelle, consacrée en 1859 par Charles Fillion, évêque de Saint-Claude, installent à proximité une statue de la Vierge Marie en bronze, ainsi que le collège du même nom, à Dole.
De 1868 à 1869 est tracé un nouveau chemin prolongeant l'allée des Tilleuls jusqu'à la grand route (face Monnières).
L'autel de l'église est de nouveau consacré en 1871, par Louis-Anne Nogret, évêque de Saint-Claude, à la suite d'une nouvelle profanation de l'église par les troupes prussiennes occupantes, au cours de l'année précédente. Une nouvelle Vierge y est placée, et couronnée par l'évêque, en 1872.
En 1880, les Jésuites sont expulsés de Mont-Roland en application de la loi de Jules Ferry sur les congrégations. De retour en 1896, le chemin de croix monumental est installé le long du chemin tracé en 1868–1869.
En 1901 les Jésuites sont de nouveau chassés. Le sanctuaire, mis en vente aux enchères, est racheté en 1909 grâce à la générosité de fidèles, dont le baron Henri Picot de Moras d'Aligny, conseiller général, le général Henri Geay de Montenon, et les sœurs de la Providence, permettant ainsi aux Jésuites d'y demeurer jusqu'en 1961.
En 1930, la foudre endommage la croix de pierre du clocher, restaurée l'année suivante.
Pendant la Seconde Guerre mondiale, les vitraux de l'église sont brisés en 1944, par l'onde de choc provoquée par le bombardement des ponts de Dole, ainsi qu'en 1957, par une tempête de neige.
La maison des chapelains est réaménagée et agrandie en 1962, et la chapelle (crypte) Sainte-Colette est réalisée en 1967. Le sanctuaire subit d'importants travaux de restauration de 1974 à 1976, et un nouvel orgue y est installé, inauguré et béni, en 1982. L'hôtellerie est aménagée de 1986 à 1987.

## Administration
Au départ des Jésuites en 1961, l'administration du sanctuaire de Notre-Dame de Mont-Roland revient au diocèse de Saint-Claude.
Recteur du Sanctuaire depuis 1998, le père Maurice Boisson célébra sa dernière messe en janvier 2013. Du séminaire du prieuré Notre-Dame de Vaux-sur-Poligny à la colline de Mont-Roland, il aura exercé de nombreuses missions au sein du diocèse, sans jamais avoir été attaché à une paroisse.
Pour l'année 2013, c'est le père Philippe Adellon qui devient recteur du sanctuaire de Mont-Roland,.
À la suite de la fermeture administrative de la partie hébergement et restauration de l'accueil du sanctuaire en 2014, le site du sanctuaire de Notre-Dame de Mont-Roland est rattaché au doyenné de Dole, et le père Laurent Bongain, curé doyen, vicaire général et épiscopal, en devient à son tour le recteur.
Nouvelle nomination, qui prendra effet le 1er septembre 2021, du frère Walter Perin, moine bénédictin, nommé pour trois années chapelain du sanctuaire Notre-Dame de Mont-Roland et prêtre au service des paroisses du doyenné de Dole. Il résidera sur le site du sanctuaire de Mont-Roland.
Un nouveau recteur est nommé pour le sanctuaire de Mont-Roland le 1er septembre 2023, don Xavier Camus, prêtre de la communauté Saint Martin, qui est en même temps vicaire des paroisses du doyenné de Dole. À partir du 2 septembre 2024, trois sœurs de la congrégation des Filles du Saint-Cœur de Marie (sœur Marie-Sabine, sœur Augustine et sœur Aurélie), résideront au Mont-Roland et exerceront différentes missions.

## Infrastructures

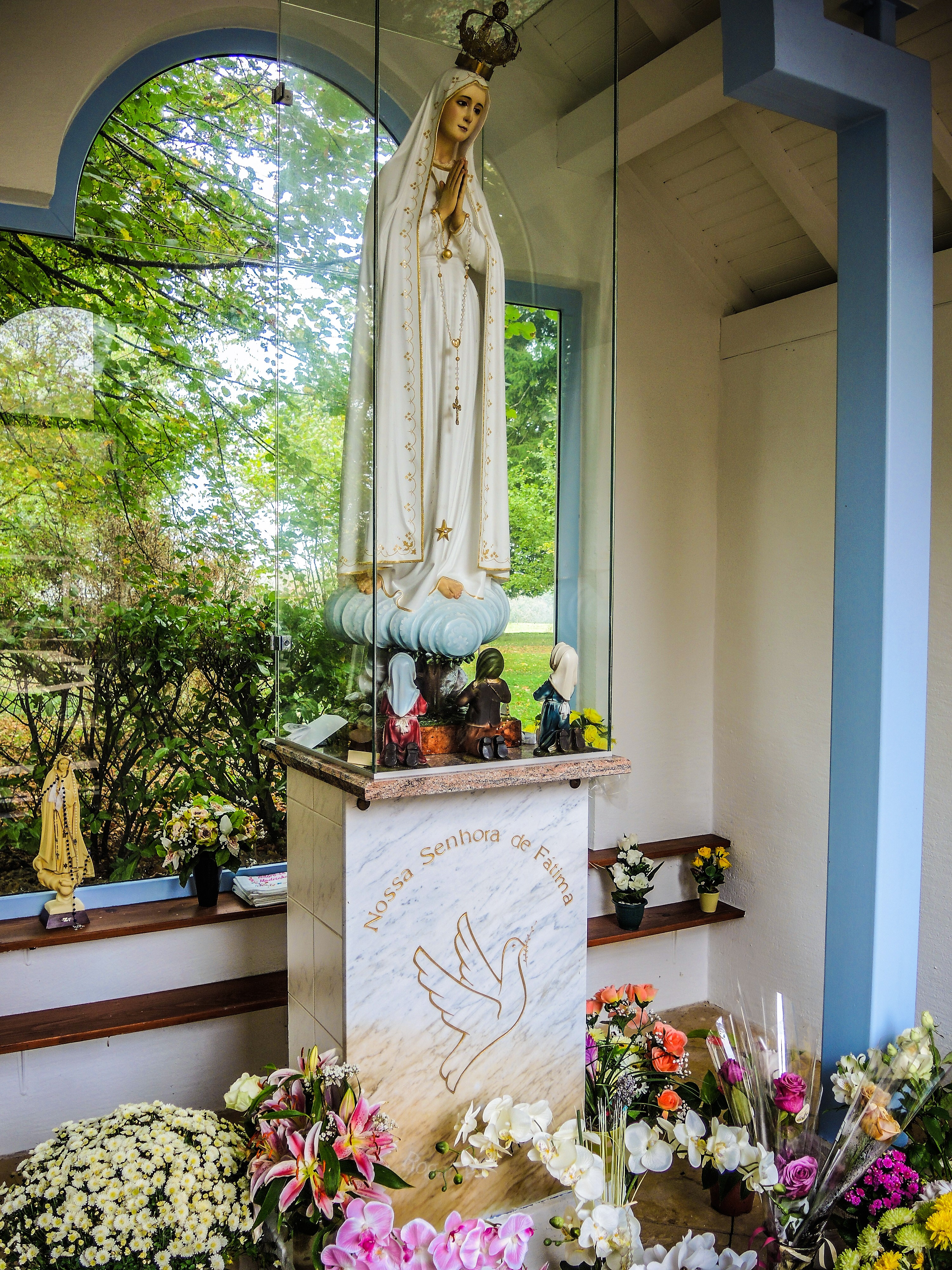
Statue de Notre-Dame de Fátima, Sanctuaire Notre-Dame de Mont-Roland, Jura.

Le sanctuaire de Mont-Roland se compose de l'église dédiée à Notre-Dame (1851–1870), où se déroulent, outre les offices et la messe quotidienne, trois grands pèlerinages annuels (cf. ci-dessous la rubrique Pèlerinages), de la chapelle (crypte) Sainte-Colette (1967), d'un oratoire dédiée à Notre-Dame de Fátima, de plusieurs hébergements dont la maison des chapelains (1962), l'ancien couvent des Sœurs de la Providence, et l'hôtellerie (1986–1987).
En 2017 L'Arche en Pays Comtois s'installe dans l'Hôtellerie du Sanctuaire de Mont-Roland. Une salle de séminaire sera installée dans le même bâtiment pour accueillir des conseils d'administration. La restauration sera assurée par les artisans locaux, le service et l'accueil seront assurés par les personnes accueillies de L'Arche à Dole.
Un accueil est encore assuré pour les pèlerins sur la route de Compostelle qui passent au sanctuaire. Et l'été des activités diverses sont proposées.
Des sentiers de randonnée pédestre, récemment aménagés, partant du sanctuaire, permettent d'apprécier la splendeur du panorama qu'offre le site et de visiter les environs. Le sanctuaire est une étape importante du chemin de Compostelle (Besançon-Chalon) en provenance de l'abbaye Notre-Dame d'Acey, et en direction du Puy-en-Velay.

## Pèlerinages
Le sanctuaire accueille, outre le très ancien pèlerinage régional du 2 août, à chaque mois de mai, depuis 1967, un pèlerinage des Portugais à Notre-Dame de Fátima, et depuis 1991, un pèlerinage des gens du voyage chaque première semaine de mai à la Vierge,.

## Jumelage
En 1992, un jumelage entre les diocèses de Saint-Claude et de Thiès, au Sénégal, scelle définitivement les liens entre le sanctuaire jurassien et la paroisse sénégalaise de Mont-Rolland, établie en 1893, grâce à l'action du père Magloire-Désiré Barthet, ancien élève du collège Notre-Dame de Mont-Roland de Dole mu au Sénégal et de la mission de Notre-Dame de Mont-Rolland, qu'il y fonde la même année.

## Personnalités liées au sanctuaire
D'illustres personnages sont venus à Mont-Roland en fondateurs, en bienfaiteurs ou encore comme simples pèlerins. Parmi eux :
- Martin de Tours (316–397), saint-évêque de Tours, aurait fondé, selon la légende, la première chapelle Notre-Dame du Mont ;
- Roland le Preux (736–778), comte des Marches de Bretagne, neveu de Charlemagne, aurait, selon la légende, fondé la deuxième chapelle et le premier monastère du Mont, et donné son nom à la colline ;
- Béatrice Ire de Bourgogne (1145–1184), comtesse de Bourgogne, épouse de Frédéric Barberousse, empereur du Saint-Empire, fondatrice du monastère de Jouhe (1184) ;
- Othon IV de Bourgogne (v. 1245–1303), comte de Bourgogne et d'Artois, qui lègue, en 1302, deux calices de métal précieux ;
- Jeanne de Bourgogne (v. 1293–1349), comtesse de Bourgogne (puis reine de France), fonde en 1324, trois grand-messes hebdomadaires ;
- Jean II de Chalon-Arlay (1312–1362), sire d'Arlay, offre une lampe et fonde une chapellenie en l'honneur de saint Martin, en 1355 ;
- Marguerite Ire de Bourgogne (1309–1382), comtesse de Bourgogne et d'Artois, fonde des messes en 1357–1358 ;
- Philippe le Hardi (1342–1404), duc de Bourgogne, vient en pèlerinage en 1372 et 1386 ;
- Jean de Neufchâtel (v. 1340–1398), chanoine d'Autun, puis successivement trésorier de la cathédrale Saint-Jean de Besançon, évêque de Nevers, évêque de Toul, prieur de Jouhe, cardinal et chambellan de l'antipape Clément VII ;
- Jean de Vienne (1341–1396), amiral de France et Guy II de Pontailler (1248–1392), maréchal de Bourgogne, fondent une chapelle en 1395 ;
- Philippe le Bon (1396–1467), duc de Bourgogne, vient en pèlerinage en 1407 et 1433, fonde une messe quotidienne et fait don de deux lampes en argent ;
- Les sœurs du précédent, viennent en pèlerinage en 1407 et 1408 ;
- Marguerite de Bavière (1363–1424), épouse de Jean Sans Peur, duc de Bourgogne, et mère des précédents, vient en pèlerinage en 1410 et 1414 ;
- Colette de Corbie (1381–1447), réformatrice des ordres des Clarisses et des Franciscains, vient à Mont-Roland, en 1412, lors de son voyage entre Besançon et Auxonne ;
- Antoine de Luxembourg (?–1519), qui désarçonné au combat en 1475, appelle à son aide Dieu le Créateur, Notre Dame de Mont-Roland et Monseigneur de Saint-Claude ;
- Louise de Savoie (1476–1531), mère de François Ier, roi de France, brode des ornements pour l'autel de l'église, lors de sa captivité auprès de Charles le Téméraire, duc de Bourgogne ;
- Henri II de Bourbon-Condé (1588–1646), sauve la statue de Notre-Dame de la destruction, par les troupes qu'il mène, en 1636 ;
- Charles Fillion, évêque de Saint-Claude, consacre l'église actuelle en 1859 ;
- Louis-Anne Nogret, évêque de Saint-Claude, consacre l'autel en 1871 ;
- Henri Picot de Moras d'Aligny (1843–1909), baron d'Aligny, conseiller général, fait partie des généreux donateurs ayant permis le rachat du sanctuaire ;
- Henri Geay de Montenon (1844–1919), commandeur de la Légion d'honneur, général de brigade, fait partie des généreux donateurs ayant permis le rachat du sanctuaire ;
- Lucien Daloz (1930–2003), archevêque de Besançon de 1980 à 2003, fut retraité au sanctuaire, où il meurt le 31 juillet 2012 à 81 ans ;
- Claude Duchesneau (père) (1936–2003), membre de l'équipe du Centre national de pastorale liturgique (CNPL), donnant des cours à l'Institut catholique de Paris[34].